# Juana Uribe
Juana María Uribe Pachón es una guionista y productora de televisión colombiana, reconocida por crear los guiones de series de televisión como Tarde lo conocí, Perro amor y Bolívar y por su labor como vicepresidenta de canal de Caracol Televisión.

## Carrera
Uribe viajó a Italia para adelantar estudios sobre escritura de guiones en el Centro Studi de Comunicazione en Roma en 1986. También hizo parte del programa de formación de la RAI en producción audiovisual. Tras su regreso a Colombia, escribió tres episodios de la serie de televisión LP loca pasión, protagonizada por Carlos Vives y Marcela Agudelo. En 1995 escribió la historia de la película costumbrista De amores y delitos: Bituima 1780, dirigida por Luis Alberto Restrepo. Entre 1998 y 1999 escribió cerca de 140 episodios para la exitosa telenovela Perro amor.
En el año 2000 escribió el guion para 80 episodios de la serie Alicia en el país de las mercancías y un año después produjo tres episodios de la telenovela El inútil, para los cuales escribió la historia. Dos años después escribió cuatro episodios de El auténtico Rodrigo Leal. En 2005 se desempeñó como guionista en la telenovela de Telemundo La ley del silencio. Tres años después ideó y escribió el guion de la telenovela Valentino, el argentino. La producción, que no contó con la simpatía del público colombiano, fue retirada del aire al poco tiempo de su estreno.
En 2012 retornó al éxito como productora de la popular serie Escobar, el patrón del mal, basada en la vida del capo de la droga Pablo Emilio Escobar. En 2017 escribió 96 episodios de la telenovela Tarde lo conocí, basada en la carrera de la fallecida cantante de vallenato Patricia Teherán. Además de su labor como productora y guionista, se ha desempeñado como vicepresidenta de canal de Caracol Televisión.

## Filmografía

### Como guionista
- 2024 - Klass 95
- 2020 - La venganza de Analía
- 2019 - Bolívar (serie de televisión)
- 2017 - Tarde lo conocí
- 2016 - La niña
- 2008 - Los protegidos
- 2008 - Valentino, el argentino
- 2007 - Dance, Dance, Dance
- 2005 - La ley del silencio
- 2003 - El auténtico Rodrigo Leal
- 2001 - El inútil
- 2000 - Alicia en el país de las mercancías
- 1999-2000 - Me Llaman Lolita
- 1998-1999 - Perro amor
- 1995 - De amores y delitos: Bituima 1780
- 1989 - LP loca pasión